# F-21戰鬥機
1985年美國海軍向以色列承租21架幼獅戰鬥機作為異機種訓練，這21架戰鬥機到達美國之後擁有美軍的正式編號F-21A。美國海軍使用這些飛機到1988年，然後改以F-16N接替訓練任務，這21架飛機隨即歸還以色列空軍。
2019年2月20日，洛克希德·馬丁公司在印度航空航空展上公佈了另一種概念的F-21，作為一項新提案取代停用的F-16IN，投標印度戰鬥機。F-21計劃在印度本地生產，與Tata Advanced Systems合作提出150億美元的草擬協議。這一概念融合了F-16V Block 70/72配置——異風格的單面板駕駛艙、類似F-35的集成駕駛艙顯示器等航空電子設備；保留了來自F-16IN的部分概念，包括帶有集成探頭的三軌AIM-120發射器以及錐套造型的保形油箱。